# Herb Kalisza Pomorskiego
Herb Kalisza Pomorskiego – jeden z symboli miasta Kalisz Pomorski i gminy Kalisz Pomorski w postaci herbu.

## Wygląd i symbolika
Herb przedstawia na srebrnej (białej) tarczy typu hiszpańskiego czerwonego orła o złotym (żółtym) dziobie i szponach porywającego czerwonego zająca, biegnącego po zielonej murawie.

## Historia
Wizerunek herbowy pochodzi z XIV wieku i wzorowany jest prawdopodobnie na godle margrabiów brandenburskich